# Metro (filme)
Metro (Brasil: O Negociador / Portugal: Metro) é um filme de ação estadunidense lançado em 1997, dirigido por Thomas Carter e estrelado por Eddie Murphy.

## Sinopse
Em São Francisco, Scott Roper (Eddie Murphy) é considerado o melhor negociador de refém da policia local. Roper é bem sucedido profissionalmente, mas tem problemas em sua vida pessoal, pois Ronnie , sua ex-namorada, está saindo com um famoso jogador de baseball. Mas tudo piora quando um oficial de polícia é assassinado por um ladrão de jóias, fazendo com que Roper fique decidido em fazer qualquer coisa para prender o criminoso.

## Elenco
- Eddie Murphy como Inspetor Scott Roper
- Kim Miyori como Detetive Kimura
- Art Evans como Sam Baffett
- James Carpenter como Policial Forbes
- Michael Rapaport como Kevin McCall
- Carmen Ejogo como Veronica "Ronnie" Tate
- Michael Wincott como Michael Korda
- Donal Logue como Earl
- Jeni Chua como Debbie

## Recepção
O filme recebeu críticas mistas, mas em sua maioria negativas. Roger Ebert, crítico do jornal Chigaco Sun-Time, disse que "Metro é um filme tão preocupado com sua perseguições e efeitos especiais que nunca chega aos finalmentes."
Já o site Rotten Tomatoes deu ao filme uma pontuação de apenas 15% baseado na análise de 34 críticos.